# Agallia carioca
Agallia carioca är en insektsart som beskrevs av Dutra 1966. Agallia carioca ingår i släktet Agallia och familjen dvärgstritar. Inga underarter finns listade i Catalogue of Life.